# Шпринц
Шпринц (словен. Šprinc) је насељено место у општини Разкрижје, Помурска регија, Словенија.

## Историја
До територијалне реорганизације у Словенији био је у саставу старе општине Љутомер.

## Становништво
У попису становништва из 2011. године, Шпринц је имао 137 становника.
| Број становника према пописима | Број становника према пописима | Број становника према пописима |
| ------------------------------ | ------------------------------ | ------------------------------ |
| 1991                           | 2002                           | 2011                           |
| 128                            | 112                            | 137                            |

Напомена: Године 1953. повећано за насеље Лесковец, које је укинуто.